# 제임스 팍스
제임스 파크스(James Parks, 1968년 11월 16일 ~ )는 미국의 영화배우이다.
벤투라군에서 태어났다.

## 출연 작품
- 요가 호저스 (2016년)
- 하드 라이드 (2015년)
- 헤이트풀8 (2015년)
- 팔로미나스 (2014년)
- 미저리: 엘리베이터 여자 (2013년)
- 더 라스트 호스맨 (2012년)
- 장고: 분노의 추적자 (2012년) - 트랙커 역
- 거친 녀석들: 거침없이 쏴라 (2011년) - 모데카이 역
- 아미고 (2010년)
- 루버 (2010년) - 캅 더그 역
- 마셰티 (2010년)
- 데쓰 프루프 (2007년) - 에드가 맥그로 역
- 그라인드하우스 (2007년)
- 청취 (2006년)
- 댈트리 캘혼 (2005년) - 알로 역
- 하우스 오브 더 데드 2 (2005년) - 바트 역
- 킬 빌 - 1부 (2003년) - 에드가 맥그로 역
- 크로커다일 2 (2001년)
- 유 노우 마이 네임 (1999년)
- 황혼에서 새벽까지 2 (1999년) - 맥그로 역
- 러프 라이더스 (1997년)
- 초원의 꿈 (1991년)
- 검은 복수 (1990년)

### 텔레비전
- 더 썬 시즌2
- 트루 블러드 (2008년)